# Slain by Urusei Yatsura
Slain by Urusei Yatsura è il secondo album della band scozzese Urusei Yatsura.

## Tracce
1. Glo Starz
2. Hello Tiger
3. Strategic Hamlets
4. No.1 Cheesecake
5. Superfi
6. No No Girl
7. Flaming Skull
8. Slain By Elf
9. King Of Lazy
10. Exidor
11. Fake Fur
12. Skull In Action
13. Amber